# Ryōhei Shirasaki
Ryohei Shirasaki (白崎 凌兵, Shirasaki Ryohei) est un footballeur japonais né le 18 mai 1993 à Tokyo. Il évolue au poste d'ailier gauche au FC Machida Zelvia.

## Biographie
Lors de la saison 2016, il inscrit huit buts en deuxième division japonaise avec le club du Shimizu S-Pulse.

## Palmarès
- Vice-champion du Japon de deuxième division en 2016 avec le Shimizu S-Pulse